# Direction générale de la santé publique
La direction générale de la santé publique (DGSP) est l'une des directions générales du ministère de la Santé et des Services sociaux du Québec.

## Administration

### Direction national
Un « directeur national de la santé publique », avec rang de sous-ministre adjoint au sein du ministère de la Santé et des Services sociaux, est à la tête de la direction générale.
| Nom            | Début           | Fin             |
| -------------- | --------------- | --------------- |
| Richard Massé  | 1998            | 27 janvier 2003 |
| Alain Poirier  | 27 janvier 2003 | 1er août 2012   |
| Horacio Arruda | 1er août 2012   | 10 janvier 2022 |
| Luc Boileau    | 10 janvier 2022 | En cours        |

### Directions régionales
Le territoire québécois est divisé en 18 directions régionales, basées sensiblement sur les régions administratives du Québec à quelques exceptions près.
1. Bas-Saint-Laurent
2. Saguenay–Lac-Saint-Jean
3. Capitale-Nationale
4. Mauricie et Centre-du-Québec
5. Estrie
6. Montréal
7. Outaouais
8. Abitibi-Témiscamingue
9. Côte-Nord
10. Baie-James
11. Gaspésie–Îles-de-la-Madeleine
12. Chaudière-Appalaches
13. Laval
14. Lanaudière
15. Laurentides
16. Montérégie
17. Nunavik
18. Cris de la Baie-James